# 流体静力学

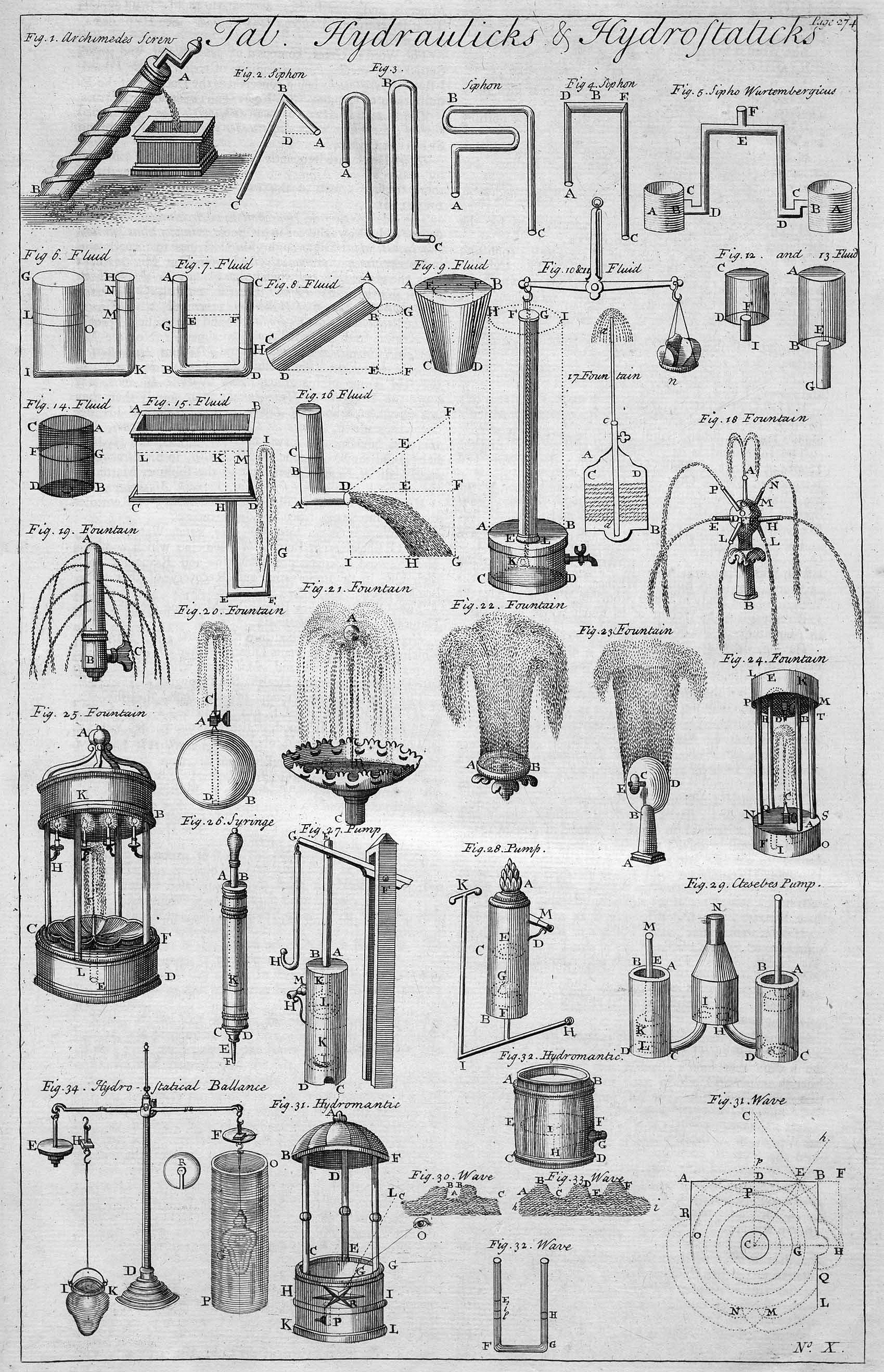
水理学と流体静力学の表（1728年『サイクロペディア』 より）

流体静力学（りゅうたいせいりきがく、fluid statics, hydrostatics）は静止流体についての科学であり、流体力学の一分野である。流体静力学という用語は通常、対象物の力学的取り扱いを指し、流体が安定した平衡下の状態についての研究を含んでいる。仕事をする流体の活用は水理学と呼ばれ、動的な流体についての科学は流体動力学と呼ばれる。

## 静止流体の圧力
流体の基本的性質により、流体はせん断応力が存在している状態では静止状態を保つことができない。しかし、流体はどのような表面に接していてもその表面の法線方向に圧力を与える。流体のある部分を無限小の立方体と考えたとき、この立方体の全ての面は等しい圧力を持つ、という平衡の原理に従う。これが成り立たない場合、流体は合力の生じる方向に動いてしまう。よって流体の静止状態の流体の圧力は等方的であり、全ての方向に同じ大きさをもつ。流体はこの特性によりパイプや管を経由して力を伝えることができる。即ち、パイプなどの中の流体に印加された力は流体によって伝播され、パイプの反対側へと伝わる。
この概念は1647年にフランス人の数学者であり哲学者であるブレーズ・パスカルによって少し拡張された形で数式化され、パスカルの原理として知られている。この法則は水理学において多くの重要な応用がなされている。

### 静水圧
平衡の状態では、流体の性質は無限小の立方体による制御体積分析によって決定される。この立方体の全ての面にかかる応力は法線方向であり大きさが等しいことより、圧力勾配はポテンシャル勾配によって線形に増加する。このポテンシャル勾配は重力によるものと考えられることが多いが、電場や他のポテンシャル場によって生じることもある。重力によるポテンシャル勾配下では、流体中の圧力は流体の密度と重力の積により線形に増加する。多くの流体は圧縮しないと考えられるため、流体の密度は場所によらず一定であると仮定することができる。ガスの環境では同様の仮定をすることはできない。流体中の圧力を決定するために積分を実行すると、流体が開放空気に接する場合には積分定数は気圧に依存する。水が閉じた系である場合、積分の圧力定数は系内の基準圧力に等しい。
{\displaystyle \nabla P=\rho f\,}
ここで
- {\displaystyle P} は静水圧 (Pa)
- {\displaystyle \rho } は液体の密度 (kg/m3)
- {\displaystyle f} は単位体積あたりの流体に作用する物体力 (N/m3)
- 重力ではこれはgである。また電磁場では流体の電荷に依存する。

重力のみ作用する水の場合では、水は非圧縮と考えられ、変数は重力方向（上下）にのみ依存する。
{\displaystyle P=\rho gh+P_{0}\,}
ここで
- {\displaystyle P} は静水圧 (Pa)
- {\displaystyle \rho } は液体の密度 (kg/m3)
- {\displaystyle g} は重力加速度 (m/s2)
- {\displaystyle h} は水の高さ (m)
- {\displaystyle P_{0}} は基準圧力 (Pa)。

上記の式を一般化すると、重力場における密度が一定でない流体の圧力を求めることができる。
{\displaystyle P=\int _{h}^{0}\rho (s)g(s)\,ds\,}
ここで変数{\displaystyle s}についての積分の範囲は、求めたい場所から圧力が0と定義されている場所（液体の表面が多い）までである。

### 気圧
統計力学によれば、一定の温度{\displaystyle T}の気体では、圧力{\displaystyle p}は高さ{\displaystyle h}に依存し以下の公式で求められる。
{\displaystyle p(h)=p(0)e^{-Mgh/k_{\rm {B}}T}}
ここで
- {\displaystyle g} は重力加速度
- {\displaystyle T} は絶対温度 (K)
- {\displaystyle k_{\rm {B}}} はボルツマン定数
- {\displaystyle M} は気体の単一分子の質量
- {\displaystyle p} は圧力
- {\displaystyle h} は高さ。

気体中に数種類の分子が含まれている場合、それぞれの成分の分圧がこの公式によって与えられる。ほとんどの場合には、それぞれの気体成分の分布は他の成分から独立している。

### 浮力
物体はどのような形であっても、流体にその全部または一部が浸された場合に、その場所の圧力勾配と反対の方向に正味の力の作用を受ける。圧力勾配が重力によるものである場合、正味の力は重力とは反対、即ち鉛直に働く。この鉛直力は浮力とよばれ、押しのけた流体の重さと同じ大きさで重力とは反対の方向に働く。
例えば船の場合には、その重さは押しのけた水による浮力とつりあい、よって浮くことができる。船にさらに荷を積んだ場合、船はさらに水に沈む。これによりさらに押しのけた水の分だけ大きな浮力を得て、増えた重さとつりあう。
浮力の原理はアルキメデスによって発見され、アルキメデスの原理とよばれる。

## 自由表面の液体・流体
液体が気体や真空に面している部分は自由表面となる。一般にせん断応力を持ちこたえることができない場合、自由表面はすぐさま平衡の状態に調整される。しかし小さな長さスケールでは、表面張力によるつりあわせる力が重要となる。

### 毛細管現象
液体が寸法の小さな管の中に入っている場合、表面張力の効果が重要となり、毛細管現象によりメニスカスを形成する。この毛細管現象は生物学系においては難解な効果をもたらし、植物の木部に水を流す2つの仕組みのうちのひとつ、蒸散引力 (Transpirational pull) に関連している。

### 滴
表面張力がなければ、滴（しずく）は形成されない。滴のサイズと安定性は表面張力によって決定される。滴の表面張力は流体の凝集特性に正比例する。